# Esperpento
Esperpento (deutsch: Groteske, wörtlich „Missgriff“, „Unsinn“) ist eine literarische Gattung, die von dem spanischen Autor Ramón María del Valle-Inclán ab 1920 in die spanische Literatur und Dramatik eingeführt wurde. Esperpento benutzt karikaturartige, systematisch entstellende Verzeichnungen der Wirklichkeit, um damit eine die Verhältnisse kritisch durchleuchtende oder entlarvende, oft auch höhnisch verspottende Botschaft oder Moral zu vermitteln. Dabei werden mit Vorliebe erschreckende oder ekelerregende Figuren eingesetzt. Leitmotive sind der Tod, das Groteske und die Reduzierung von Menschen zu Objekten; kennzeichnend ist eine Neigung zu sarkastischer Ironie.
Der bekannteste lateinamerikanische Esperpento-Autor ist Jorge Ibargüengoitia.

## Definition des Wortes Esperpento
Im Diccionario de la Lengua Española, das von der RAE herausgegeben wird, ist der Begriff esperpento wie folgt definiert:
- eine groteske oder unsinnige Gegebenheit;
- eine von Ramón del Valle-Inclán (spanischer Autor der Generation '98) geschaffene literarische Gattung, in der die Wirklichkeit verzerrt wird, um ihre grotesken Züge herauszustellen. Dabei wird kolloquiale und derbe Sprache einer sehr persönlichen, elaborierten Ausarbeitung unterzogen;
- (umgsprl.) eine durch Hässlichkeit, Unförmigkeit oder unangenehme Gestalt auffallende Person oder Sache.[3]

Der Ausdruck wurde im literaturwissenschaftlichen Kontext auch mit „Schauerposse“ übersetzt. Das Kieler Lexikon der Filmbegriffe übersetzt ihn mit „Schandfleck“.

## Der Esperpento im Werk Valle-Incláns

### Ramón María del Valle-Inclán

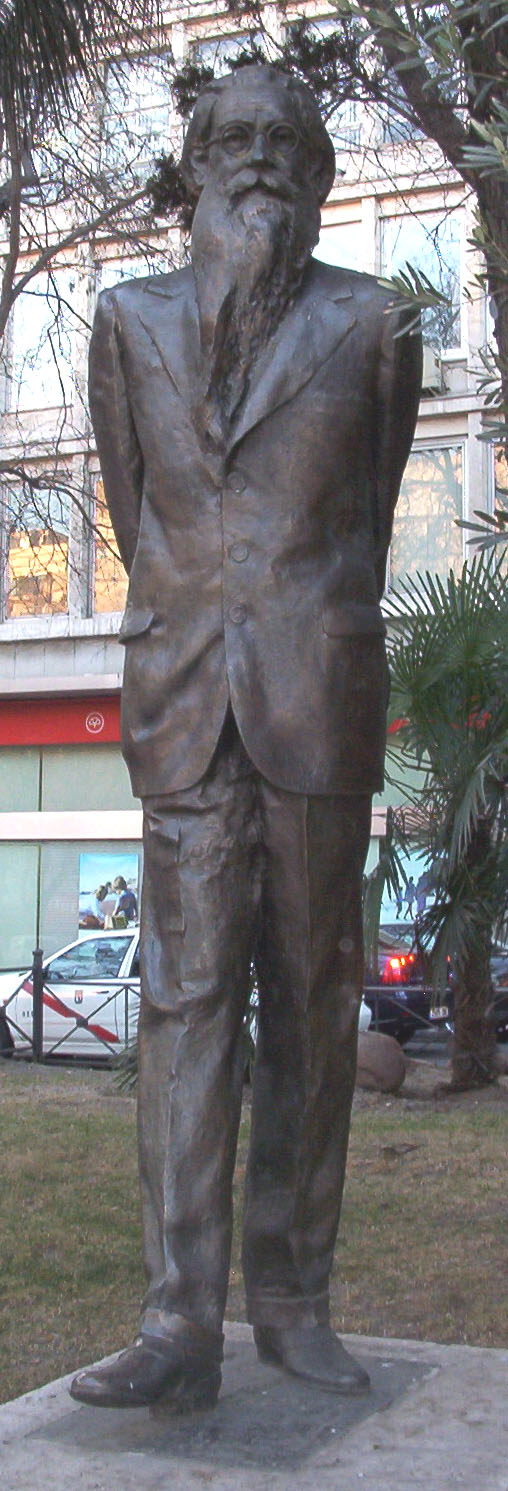
Statue Valle-Incláns in Madrid (F. Toledo, 1972)

Der 1866 in Galicien geborene Ramón María del Valle-Inclán wird dem Modernismo und der Generación del 98 zugerechnet. Zu seinen Werken zählen u. a. die Sonatas, die zu den seltenen Beispielen modernistischer Prosa gehören. Politisch wandelte er sich von einem Ultratraditionalisten zu einem Anhänger sozialistischer Positionen. Er kam im Alter von 30 Jahren nach Madrid und führte dort das Leben eines Bohémien. Seine Esperpentos entstanden in der Zeit nach 1920. Valle-Inclán starb 1936 in Santiago de Compostela.

### Die Zerrspiegelmetapher
Der Esperpento trat erstmals mit dem 1920 in der Urfassung und vier Jahre später in einer Neubearbeitung veröffentlichten Stück Luces de Bohemia (deutsch: Glanz der Bohème) ans Licht. Der 1930 veröffentlichte Dramenband Martes de Carnaval (wörtlich „Karnevalsdienstag“, deutsch: Karneval der Krieger. Drei Schauerpossen) führte den Zyklus fort. Die Schauplätze in sind teils inspiriert von realen Orten. So spielt in dem Stück Luces de Bohemia die „Katzengasse“ callejón del Gato eine Rolle, eine kleine Straße in der Altstadt von Madrid, die offiziell calle de Álvarez Gato heißt. Der Name Gato in dem Stück ist daher auch als Anspielung auf Juan Álvarez Gato († 1509) zu verstehen, einen am kastilischen Hof des 15. Jahrhunderts tätigen Dichter, der unter anderem für kritisch-satirische Lyrik bekannt war. Das bekannte Merkmal der realen calle de Álvarez Gato waren zwei dort aufgehängte Spiegel, einer konvex und einer konkav, in denen sich die Körper der Passanten grotesk verzerrt abbildeten. Erst im Jahr 1998 wurden die Spiegel durch Vandalismus beschädigt. Sie werden bei Valle-Inclán als Metapher für sein Verfremdungsparadigma verwendet.

### Charakteristik
Hauptmerkmal des Esperpento ist der gezielte Einsatz des Grotesken und der Karikatur als ernsthafte künstlerische Ausdrucksform. Die systematische Verfremdung der Realität spielt eine Schlüsselrolle, was insbesondere auch die Verdinglichung der Charaktere einschließt. Die Figuren wirken entmenschlicht und agieren wie Marionetten. Häufig vermischen sich in ihnen menschliche und tierische Lebensformen. Weitere Merkmale sind die artifizielle Verwendung obszöner und vulgärer Umgangssprache entgegen den Konventionen des Theaters („Plötzlich pinkelt die Telephonklingel und durchnäßt den geräumigen Schoß bürokratischer Behaglichkeit“), ein Überfluss an Kontrasten, verzerrte Szenarien und die Vermischung der Realität mit Albträumen. Der Tod tritt als eine Hauptfigur in Erscheinung.
Die dominanten Schauplätze sind Tavernen und Bordelle, geschmacklos eingerichtete Interieurs und gefährliche Straßen in Madrid. Charaktere auf der Straße sind Betrunkene, Prostituierte, gescheiterte Künstler, Bohémiens, alle präsentiert als Marionetten, ohne eigenen Willen.
Die Idee des Esperpentos basiert auf Valle-Incláns Wahrnehmung, die spanische Kultur und Gesellschaft sei durch eine abstoßende Mischung aus gewollt Erhabenem und unfreiwillig Groteskem geprägt. Spanien sei damit ein groteskes Zerrbild der europäischen Zivilisation. Valle-Inclán kritisiert die spanische Gesellschaft damit nicht auf einer politischen, sondern ausschließlich auf einer ästhetischen Ebene.
Valle-Incláns Sohn Carlos sagt, dass der Autor „absurde, farcenhafte, kolportagehafte Einzelereignisse oder Zusammenhänge so präsentiert, dass sie ernste oder sogar tragische Konsequenzen nach sich ziehen […] Das Publikum wird so weit in Distanz gerückt, dass es kritisch zwischen Realität und Illusion unterscheiden, aber auch die Zusammenhänge von Geschichte und Mythenbildung erkennen kann.“

### Glanz der Bohème

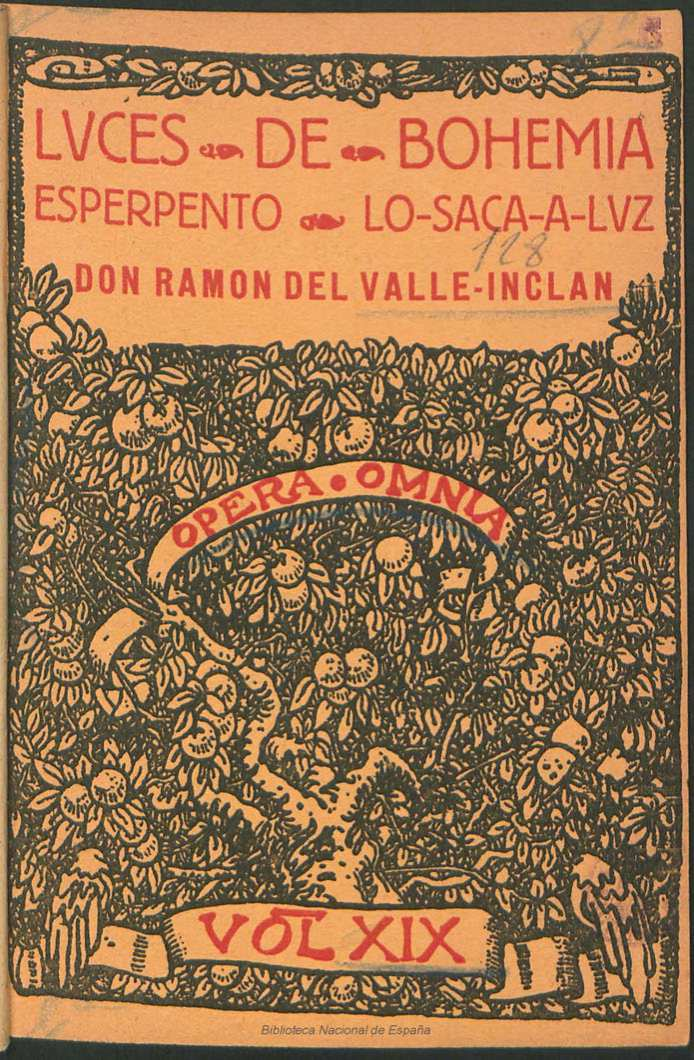
Titelseite der spanischen Ausgabe von Luces de Bohemia von 1924

Das Stück Glanz der Bohème besteht aus 14 Szenen. Es handelt von Máximo Estrella, einem blinden verarmten Dichter, der in Madrid lebt und als Verlierer des modernen Zeitalters dargestellt wird. In der Figur Máximos spiegelt sich der Autor Valle-Inclán ins Groteske gewendet selbst. Máximo und seine Gefährten kritisieren häufig die spanische Gesellschaft. So sagt er in der zweiten Szene:

Das Elend des spanischen Volkes, sein großes moralisches Elend, beruht auf seinem abgeschmackten Stumpfsinn gegenüber den Rätseln des Lebens und des Todes. Das Leben ist ihm ein kärglicher Eintopf; der Tod ein in Leintücher eingewickeltes Scheusal, das mit den Zähnen fletscht; die Hölle ein Riesenkessel voll brodelnden Öls, in dem die Sünder gesotten werden wie Sardellen; der Himmel eine keimfreie Kirmes, ohne alle Unanständigkeiten. […] Dieses erbärmliche Volk verwandelt all die großen Ideen in ein Gefasel frömmelnder Näherinnen. Seine Religion ist die verblödete Gefühlsduselei alter Weiber, die ihre Katze ausstopfen, wenn sie eingegangen ist.
Im Laufe des Stückes wird Máximo kurzzeitig verhaftet und trifft auch auf Rubén Darío.
Ein Gespräch zwischen Máximo Estrella und Don Latino de Hispalis, seinem Verleger, in der zwölften Szene des Stücks gilt als Gründungsmanifest des Esperpento. In diesem Dialog legt der Dichter seine Poetik, die seiner Ansicht nach auf die Gemälde Goyas zurückgeht, dar:

Die klassischen Helden, in Hohlspiegeln reflektiert, erzeugen den Esperpento. Der tragische Sinn des spanischen Lebens kann nur mit einer systematisch verzerrten Ästhetik verstanden werden. […] Meine aktuelle Ästhetik ist es, die klassischen Normen mithilfe der Mathematik des konkaven Spiegels zu durchbrechen.

Auch der sprachliche Ausdruck soll von demselben Hohlspiegel verzerrt werden. Am Ende der zwölften Szene stirbt Máximo. Nach seiner Beerdigung nehmen, einem Gerücht zufolge, sich auch seine Frau und seine Tochter das Leben. Das Stück endet mit einem Dialog zwischen Don Latino und dem Eidechsenpieker:

Die Welt ist ein Widersinn! - Eine Schauerposse!

### Karneval der Krieger
Die Dramensammlung Martes de Carnaval von 1930 besteht aus drei Esperpentos, nämlich La hija del capitán (Die Hauptmannstochter), Las galas del difunto (Der Staatsrock des Verblichenen) und Los cuernos de don Friolera (Die Hörner von Leutnant Firlefanz).

#### Die Hauptmannstochter
Das Stück besteht aus sieben Szenen und handelt von der Tochter eines Hauptmanns, der aufgrund seines angeblichen Menschenfleischkonsums in Kuba Sergeantenkotelett genannt wird. La Sini, so der Name der Hauptmannstochter, hatte ein Verhältnis mit einem mittellosen Streuner. Sie ist bei einem Kartenspiel zwischen dem Hauptmann, einem General und seinen vier Kumpanen anwesend. Dabei kommt das Gespräch auf den abwesenden Don Joselito. Am Ende der Szene kommt der Streuner herein und berichtet, dass er Don Joselito getötet habe. La Sini rät ihm, sich nicht zu stellen und läuft mit ihm weg. In der dritten Szene beraten der Hauptmann und der General, wie sie den Leichnam Don Joselitos entsorgen, ohne dabei die Presse auf den Plan zu rufen. Sie entschließen sich, den Leichnam in ein Paket zu verpacken und es zu verschicken. In der vierten Szene versucht der Streuner eine Spielmarke aus dem Besitz Don Joselitos im Klub der Schönen Künste einzulösen. Der Hauptmann wird in der sechsten Szene verdächtigt, Don Joselito umgebracht zu haben, da die Zeitungen dies so melden. Die Spielmarke sei von einer blonden Frau eingelöst worden. Aufgebracht von diesem Gerücht planen der Hauptmann und der General einen Staatsstreich. In der letzten Szene sieht man La Sini und den Streuner an einem schäbigen Bahnhof. Dort wird der König mit militärischen Ehren empfangen. Das Stück endet mit der Aussprache von La Sini: „Don Joselito, mein Gutester, ich werde beten für dein Seelenheil! Sakradi, wenn du nicht krepiert wärst, so wär' Lieb-Vaterland krepiert. Ich platze vor Lachen.“

#### Der Staatsrock des Verblichenen
Das Stück Der Staatsrock des Verblichenen besteht aus sieben Szenen. Es geht darin um die Prostituierte Ernestina (Die Kokotte) und ihren Freier Juan Ventolera (Hansel Hochhinaus). Ernestina ist die Tochter des reichen Apothekers Don Sócrates Galindo. Diesen möchte sie in einem Brief um Geld bitten. Der Brief wird dem Apotheker von einer Laufbotin, der Mummeleule, die eine Mischung aus Mensch und Tier ist, übergeben. Don Sócrates Galindo verweigert zunächst die Annahme des Briefes. Die Mummeleule schaut dem Apotheker tief in die Augen, dabei trifft ihn der Schlag. Juan Ventolera entwendet nach der Beerdigung Galindos dessen Staatsrock, in dem er beerdigt wurde. Er begibt sich zur Apotheke und gibt sich, da er vorgibt, in einem fingierten Tauschgeschäft den Mantel des Verstorbenen erhalten zu haben, als dessen Nachlassverwalter aus. Prompt bekommt er das Geld und kehrt zum Bordell zurück. Dort gibt er das Geld ab und liest am Ende den Brief Ernestinas an ihren Vater vor.
Esperpentisch ist am Stück:
- Die Verwandlung von Menschen in Tiere: „Die alte Hexe hat sich den Umhang als Kapuze über die Ohren gezogen und ist davongeflattert, zur Krähe verwandelt.“[13]
- Makabere Passagen: „Nicht daß die Toten alle zugleich aufstehen und uns fertigmachen!“[14]
- Der Gebrauch derber, oft sexualisierter Sprache: „Stramm strebt er gen Himmel, mein Pimmel.“[15]
- Die Zerrspiegelmetapher: „Der zerknickte Krakensprung und die Grimasse, die das Gesicht zerrüttet, machen das Leben zu einem Hohlspiegeleffekt.“[16]
- Die Selbstreferentialität. So endet das Stück mit dem Ausspruch: „Juanillo, blättere die Scheinchen hin. Nach diesem Groschenroman braucht man einen ordentlichen Kaffee.“[17]

#### Die Hörner von Leutnant Firlefanz
Das Stück beginnt mit einem Prolog. Auf der Kirmes von Santiago el Verde an der portugiesischen Grenze unterhalten sich die Intellektuellen Don Manolito und Kandidat Überkandidelt über Ästhetik. So sagt Don Manolito: „Lieben müssen wir, Kandidat Überkandidelt. Das Lachen und die Tränen sind die Wege Gottes. Das ist meine Ästhetik und ihre.“
Kandidat Überkandidelt antwortet: „Die meine nicht. Meine Ästhetik ist eine Überwindung des Leidens und des Lachens, so enthoben, wie die Gespräche der Toten sein müssen, wenn sie einander Geschichten von den Lebenden erzählen.“ Sie treffen einen Gaukler, der mit seinen Handpuppen die Geschichte von Leutnant Firlefanz erzählt. Sie diskutieren dabei über diese Art der Dichtung. Kandidat Überkandidelt meint, dass dieses Stück keiner kastilischen Tradition folge und findet es „reizvoller als das ganze rhetorische Theater Spaniens.“
Zum spanischen Theater merkt er an, dass sich dessen Grausamkeit und Dogmatismus sonst nur in der Bibel fände. Weiter fährt er fort:
 „Die spanische Grausamkeit zelebriert die ganze barbarische Liturgie der Ketzerverbrennungen. Sie ist kalt und abstoßend. […] Wenn unser Theater vibrieren würde wie die Festrituale in den Stierkampfarenen, dann wäre es großartig. Wenn es die Wucht dieser ästhetischen Gewalt hätte vermitteln können, wäre es ein heroisches Theater - so heroisch wie die Ilias. Da ihm das abgeht, wirkt es so widerwärtig wie sämtliche Gesetzbücher, vom Verfassungstext bis zur Grammatik.“
Auf den Prolog folgt in elf Szenen die Geschichte von Leutnant Firlefanz, der in einem Brief erfährt, dass seine Frau einen Liebhaber hat. Er will sich dafür an ihr rächen. Von seinen Vorgesetzten wird Firlefanz gedrängt, seine Entlassung zu ersuchen. Leutnant Firlefanz lauert seiner Frau auf und erschießt sie. Später stellt sich heraus, dass er seine Tochter erschossen hat. Es schließt sich ein Epilog an, in dem Don Manolito und Kandidat Überkandidelt in einer anderen Stadt als im Prolog einem Bänkelsänger zuhören, der die Geschichte von Leutnant Firlefanz vorträgt. Darauf merkt Kandidat Überkandidelt an: „Das ist die Seuche, die üble Seuche, die von der Literatur ausgeht und sich aufs Volk überträgt.“ Daraufhin kommt Kandidat Überkandidelt auf die Handlung im Prolog zurück und sagt: „Wie himmelweit entfernt von diesem Romanzenschund ist doch jenes naive Puppenstückchen, das wir an der portugiesischen Grenze gesehen haben! Wie himmelweit entfernt jener boshafte Volkswitz!“
- Der Titel des Stücks bezieht sich auf die Beschreibung von Firlefanz im Prolog als Chimäre aus Mensch und Tier. Im übertragenen Sinn kann es sich auch auf die Rolle Firlefanz als betrogenen Ehemann beziehen.

### Valle-Inclán über den Esperpento

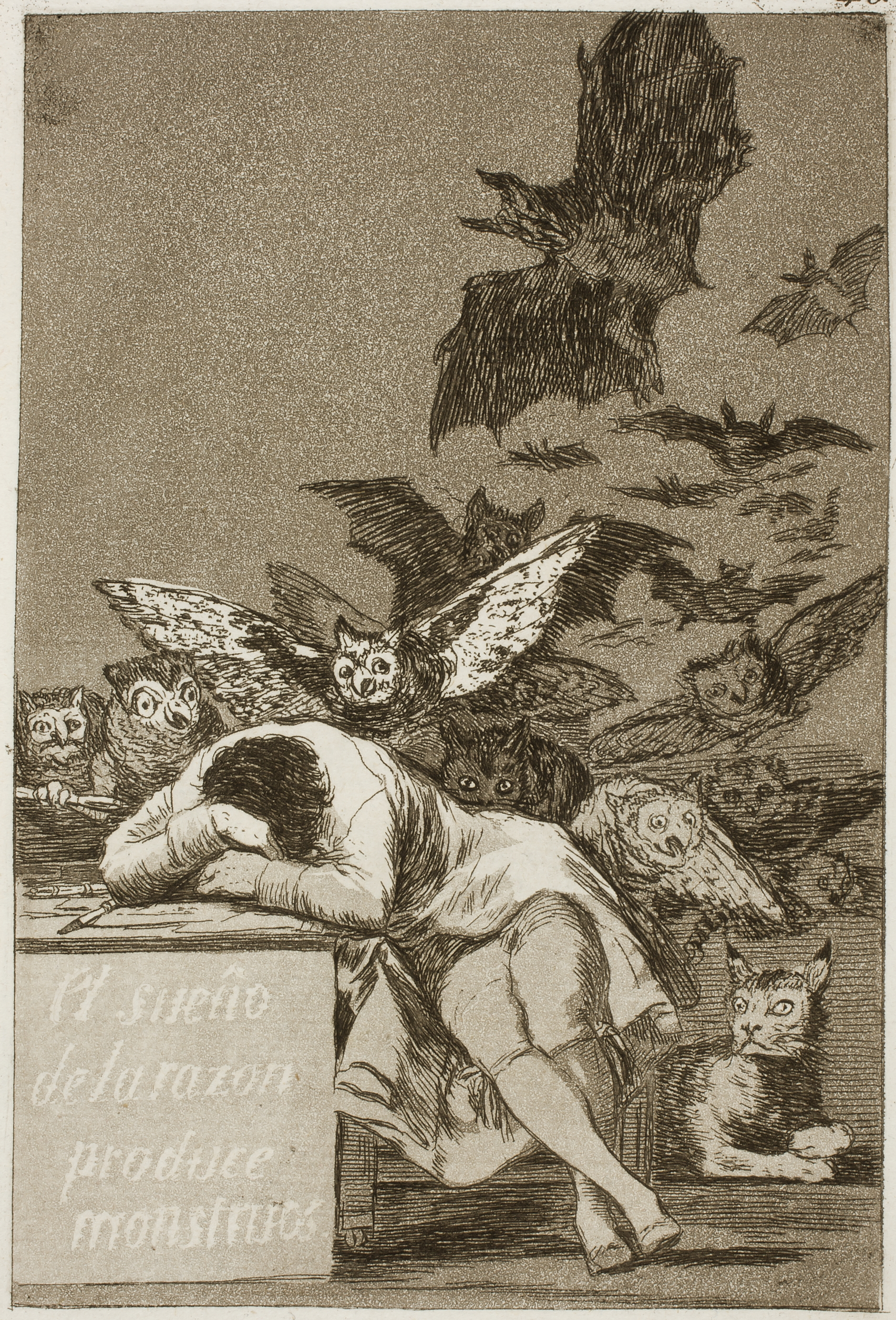
Vorbild für die Esperpentos: Goyas Caprichos

In einem berühmt gewordenen Interview mit dem Dramatiker und experimentellen Theatermacher Gregorio Martínez Sierra (1881–1947) erklärte Valle-Inclán 1928:
„Ich glaube, es gibt drei Formen, die Welt künstlerisch oder ästhetisch zu betrachten: auf Knien, aufrecht stehend oder hoch in die Lüfte erhoben.“ Die erste Form assoziiert Valle-Inclán mit der klassischen Heldendichtung etwa Homers: Als Protagonisten treten Götter, Halbgötter oder Helden auf, die den normalen Menschen weit überlegen sind und zumindest aus Sicht des Erzählers einen unerreichbaren Status verkörpern. Die zweite Sichtweise sieht er vorbildhaft bei Shakespeare verwirklicht. Hier gehe es darum, die Protagonisten wie Romanfiguren auf Augenhöhe anzuschauen, als Menschen wie du und ich, „als wären sie unsere Geschwister, als wären sie wir selbst, als wäre die Figur eine Verdoppelung unseres Ichs, mit unseren Stärken und unseren Schwächen.“ Diese auf Einfühlung und Identifikation gerichtete Darstellungsweise sei zweifellos das erfolgreichste und verbreitetste dramatische Genre. „Und es gibt eine dritte Art, nämlich von einer höheren Ebene auf die Welt herabzuschauen und die Charaktere als dem Autor unterlegene Wesen zu zeigen, mit einer Prise Ironie. Die Götter werden zu Schwankfiguren.“ Die arrogante Überhebung des Demiurgen, der das Tun seiner Geschöpfe belustigt verfolgt, zeichnet die Erzählperspektive im Esperpento aus. Valle-Inclán hält das für einen typisch spanischen Zug und sieht ihn bereits bei Cervantes am Werk, der seinen Antihelden Don Quijote ohne Mitgefühl vorführt und dem Spott seiner Leser ausliefert.
Vorläufer des Esperpento sah Valle-Inclán auch in der Literatur des Francisco de Quevedo und in den Gemälden des Francisco de Goya.
Die Wesensfrage im Esperpento ist, ob das Drama ein karikaturesk deformiertes Bild der Wirklichkeit zeichnet oder ob es das realistische Bild einer selbst deformierten Wirklichkeit zeigt.

## Wirkung auf den Film
Wesentlich vom Esperpento beeinflusst ist die „schwarze Komödie“ von Luis Buñuel. Auch die Filme von Luis García Berlanga und Pedro Almodóvar sind von der Stilistik des Esperpento inspiriert.